# Stefano Braggio
Stefano Braggio (Acqui, 6 settembre 1795 – Torino, 30 aprile 1868) è stato un politico italiano.

## Biografia
Fu Deputato della I legislatura del Regno di Sardegna, eletto nel Collegio elettorale di Acqui. Fu inoltre Sindaco del comune di Acqui.